# 坂田銀時
坂田銀時是日本漫畫家空知英秋筆下作品《銀魂》的虛構角色，亦是該作品的第一男主角。

## 設計
- 名字是參照《今昔物語集》「頼光四天王」之一的坂田金時。衣服設計是參考天上的雲。

## 人物

### 形象
經營「萬事屋阿銀」的武士。擁有天然捲銀髮和死魚般的眼睛，上進心為零的人。過去活躍於後期攘夷活動，以白夜叉之名威震敵我，可謂傳說中的人物。說話的口癖是「你這傢伙是○○嗎」（○○かコノヤロー）。
衣著一般是黑色衣褲外罩套到一半的白底藍花和服。此套和服共有四件，每天輪換來穿, 據434話指出該和服是隨便便星的學校指定運動服。男扮女裝時的假名為（」）。
平常為廢柴，不時說出骯髒猥褻的話，但其實是個擁有武士魂的男人，堅信並貫徹自己的武士道。遭遇事情時所展現出來的氣度與實力無人不被他所撼動，他的信念漸漸影響週遭的人。有一流劍術，一把堅硬木刀可以粉碎大砲等硬物，即使不再在戰場，實力依然強悍。在正經篇章裡，對付反派即使輸了，下次一定會贏。
有陰險、腹黑的一面，(似乎還有點傲嬌)，為虐待狂，和沖田總悟並稱「超S二人組」（ドSコンビ）。曾把沖田總悟錯稱為「總一郎」（夜神總一郎，職業也是警察）
喜好甜食，秉持糖分至上，平時愛喝草莓牛奶。在定食屋時所點的專屬套餐是添加大量抹茶和紅豆的「宇治銀時丼」足以和土方加大量美乃滋的「土方特製茶泡飯」（お茶づけ土方スペシャル）作為匹敵。如果不定期攝取甜食就會變得焦躁，但也因此瀕臨糖尿病的邊緣還被醫生警告一週只能吃一次自己最愛的聖代。話雖如此，此設定到後面基本便少被提起了。
非常喜歡觀看週刊少年Jump（台灣配合當地改為「寶島少年」），喜歡的漫畫是《金肉人》。是起床電視台（お目覚めテレビ）的天氣預報員結野主播的粉絲。
十分害怕鬼，能夠看見幽靈。靈感相當強烈，能夠一次操縱數個替身（幽靈）。此外也害怕看牙醫。
對猴子來說似乎等同於丟糞器般的存在。對於討厭的事情很快就會忘記，所以時常不記得曾經見過面並且與自己有過紛爭的人。
有許多和土方相似之處，思考方式擁有超群的同步率，但兩人極為不合，見面便會吵架。銀時曾在不認識對方的情況下稱呼土方「多串」（おおぶしぐん），似乎對不認得的人都用這個稱謂。平時呼其「混蛋」，腹黑模式或緊急狀況則稱「土方君」。雖然與土方關係惡劣，但由於萬事屋與真選組彼此常於各種事件中互相幫助，使銀時在某種程度上也受真選組中其他人敬仰。武鬥實力而言，銀時比土方強一些。

### 經歷
銀時是雙親不明的孤兒，自幼便已奪取屍體身上的衣服、武器或食物；為求生存不擇手段，被稱為「食屍鬼」。後被吉田松陽給收養，並於其私塾就讀的期間與桂小太郎和高杉晉助相識。之後參加戰爭結識坂本辰馬。然而隨著攘夷活動的失敗，桂和高杉同時被捕，天導眾逼迫銀時要在恩師與同伴之間的二選一抉擇的情況下不得不親手處決恩師。戰爭落幕後，銀時、桂、高杉至此分道揚鑣。流浪期間，他打抱不平救下一名女孩，但自己也因此被捕，在獄中知曉一切的池田家的當家放走了他。飢寒交逼之下，吃了登勢祭拜亡夫辰五郎用的饅頭，二人因而相識。知恩圖報的銀時則發誓保護登勢，並租用其酒館的二樓經營萬事屋。
經營萬事屋的初期銀時也找到了好幾位志同道合之人幫助，但因為他們各自勾搭上留下銀時孤身一人結果全部都被銀時捨棄。銀時獨自經營了一會之後，遇上新八、神樂和定春，並重新組成漫畫裡大家熟悉的三人一狗組合。另外，其經常維持在拖欠三個月房租的狀態。按作者所言其實銀時也有很努力地工作，但錢基本上都消耗在神樂和定春的伙食上。

## 劇中表現
故事開頭在志村新八工作的餐館救了他免受天人和老板的欺負，後來救助了隻身來到地球的夜兔族神樂，還有被人拋棄在門外的狛神定春。三人一狗組成了萬事屋，並開展了各種冒險。因為銀魂的故事基本絕大部份以銀時的角度開展，這裡就只介紹比較重要的內容。

### 失憶篇
由於在買JUMP的途中出車禍因而失憶，在新八與神樂帶著他四處走走尋找回憶時，發覺自己以前做人吊兒郎當。借辰馬失手將飛船撞向萬事屋之時，決定解散萬事屋，並在陰錯陽差之下，進入反幕府的工廠裡工作制造Justaway。最後，新八與神樂堅定的信念，使銀時恢復記憶並將廠長的野心粉碎。

### 紅櫻篇
江戶裡出現了殺人狂，桂在被襲之後失蹤。銀時受鐵矢委托，找尋其父所鑄的傳奇之刀紅櫻，但卻被似藏突襲重傷，幸被新八救下。在被勒令養病時，鐵子出現並委托其救下執念於制造魔劍紅櫻的哥哥鐵矢。銀時理解整件事之後，推論出鐵矢和似藏合作引自己跟似藏一戰以加強紅櫻的能力，並口上拒絕了鐵子的要求。然而，其真正想法還是被留守的志村妙看破，便故意放其出去。鐵子和銀時趕到鬼兵隊的船上後，銀時與似藏大戰並艱難勝出，與桂會合再跟春雨的士兵對抗。在其他人都成功撤退之後，銀時和桂要求對方千萬不要變，並向高杉宣戰，在飛船上一躍而下逃走。

### 九兵衛篇
志村妙被九兵衛奪走之後，為了幫助新八跟真選組一同挑戰柳生一族。在廁所心理戰中處於上風，成功脫離之後會合新八；二人跟敏木齋和九兵衛比併。銀時成功聲東擊西，先擊倒九兵衛，並使敏木齋露出破綻使新八勝出。此事之後還嘗試開解九兵衛不能觸碰男人的心結，雖然不成功，但他也成為了暫時除了家人唯一一個偶爾免疫九兵衛暴投的男性角色。

### 真選組動亂篇
因為土方被妖刀村麻紗所影響並意識被侵蝕變成宅十四，覺察到真選組正被伊東鴨太郎蠶食，用最後意識委託萬事屋保護近藤一眾。銀時接下委托之後帶著土方及一眾真選組警員前往拯救，關鍵時刻一人擊倒了河上萬齋，並將之一把由直升機拉向地面。

### 吉原炎上篇
銀時在街上被一小孩晴太偷走錢包，但也順手拿走了晴太的；因為銀時比晴太窮，反而是晴太虧了。為了幫助晴太去找日輪，萬事屋一眾便與其來到地下都市吉原。隨後他們發現原來日輪一直被吉原的主人 - 春雨第七師團的創始人、夜兔族最強的人之一「夜王」鳳仙所囚禁。不過還沒有跟鳳仙遇上，反而是現春雨第七團團長神威連同其他夜兔族把晴太擄走，並打敗了萬事屋一行人。
然而，在掌管吉原秩序的「百華」首領月詠幫助之下，萬事屋一舉攻入鳳仙的巢穴企圖推翻其鐵腕統治。銀時在最後大戰中和鳳仙大戰，即使有月詠等人支援仍處於下風。好在新八、神樂和晴太成功打開了天窗，在太陽的照射之下，鳳仙終被擊倒。鳳仙死後名義上吉原是由神威接手管轄，但他對此興趣缺缺，反而對銀時的實力非常感興趣，很想跟其堂堂正正打一架。篇章最後，以日輪為銀時斟下一杯酒結束。

### 白血球王篇
因為小玉被病毒貘所感染，萬事屋三人縮小之後進入小玉身體內為其軀散痛毒。銀時發現小玉的防御系統居然是以他的形象存在的，雖然二者性格不合，但最後還是團結一致救助小玉。

### 地雷亞篇
原本只是與月詠一起調查吉原的毒品事件，沒想到月詠以前的師父竟牽涉其中。銀時知道月詠與地雷亞的師生遭遇之後，憤而批評地雷亞沒有資格當月詠的師傅，同時回憶起當他還沒進入松下村塾前的經歷，卻被地雷亞重傷扔進海裡。在全藏的救助下，銀時還是重新殺入地雷亞的巢穴並打贏，救下月詠。

### 眼鏡篇
銀時不小心打破了猿飛菖蒲的眼鏡，為了補償只願買一副不適合猿飛的眼鏡，後者卻對之珍而重之。猿飛因此任務失敗而將要被忍者殺手處決，銀時為彌補錯誤便與全藏新八和神樂一同守護猿飛。

### 四天王篇
銀時被突然加入萬事屋的平子設計陷害，成為挑起四大天王爭端的棋子。事件中他身陷灌滿水泥的桶並與黑駒勝男一同被踢進大海。艱難的救人和上水之後，得知登勢遇襲直接與次郎長開打結果慘敗。為此，他原本想解散萬事屋獨自對抗，但卻被新八怒斥一頓。不得已，銀時便伙同所有人在辰五郎靈位前發誓保護酒館和歌舞伎町。在擊退平子西鄉聯軍之後，殺入華陀大本營，跟次郎長合作摧毁一整隊辰羅族的傭兵，而華陀則愴惶逃走。二人再次揮劍相向決定由誰保護歌舞伎町，這次由銀時勝出。最後，其安排次郎長和平子重聚。此事之後，銀時便代理乘機想淡出的登勢，出席四天王的會議。

### 後宮篇
某次尾牙酒醒後，以為自己對登勢、志村妙、柳生九兵衛、猿飛菖蒲、月詠和長谷川泰三下過手，後來發現那是大家為了讓自己戒酒而安排的整人計畫，雖心有不滿仍決定戒酒。不過，當他發現他跟長谷川原來是「玩真的」以後再度酗酒。

### 薔薇流氓篇
接受見迴組局長佐佐木異三郎的委託，化裝進入其弟佐佐木鐵之助曾待過的攘夷團體當間諜。後見鐵之助淪為人質，完成異三郎交托的任務後，出手打倒要殺死鐵之助的見迴組隊士，指「只願意幫助弱者的一方」。期間因為以白夜叉自稱而短暫遭到逮捕，後由佐佐木鐵之助作之下被釋放，並跟隨其拜訪土方為五郎的墳墓。

### 金魂篇
銀時一覺醒來發現自己的地位被金時所取代，眾人像不認識他一樣，使之一頭霧水。在小玉和定春的幫助下，眾人漸漸發現有不妥，最後跟銀時一起摧毁金時的美夢。

### 傾城篇
萬事屋受吉原女伎鈴蘭的委托，尋找當年和她約定終身的男人，卻發現原來真相深藏在政治漩渦之中。在真選組的暗中幫助之下，跟月詠和信女殺入德川定定的勢力範圍，並遇上奈落三羽之一的朧並被其毒害，幾乎死亡。在佐佐木異三郎的幫助之下銀時成功解毒，再戰朧並勝出。在德川茂茂的介入之下，定定被天導眾帶走，而銀時也在微微公主的幫助下找到鈴蘭的情人六轉舞藏。銀時與眾人把為了保護鈴蘭雙臂俱被斬斷的六轉制造機會回到吉原，二人履行當年的誓言之後，鈴蘭亦就此離開人世。

### 尾美一篇
時值恆道館的前教頭尾美一回到地球，銀時卻發現他對新八有殺氣而及時拯救了他。為了保住新八的回憶，低聲下氣跪下情求真選組幫助。力戰尾美一陷任危機，在最後關頭新八出現救場。後見證尾美一主人格成功可以控制回身體，以及其與新八的決戰。

### 死神篇
在街上遇上池田夜右衛門並被要求為她介錯，他拒絕之後發現當年池田家長就是因為放了他以及其他攘夷志士才會被私下處決。為了撥亂反正，銀時和萬事屋一同幫助夜右衛門對抗池田朝右衛門和一橋喜喜的陰謀。

### 靈魂轉換篇
阿銀跟土方交換靈魂(實際上有一半進入了半死不活的貓「土佐衛門」體內)之後，受不了真選組的紀律生活，叫大家照自己心中的法去過日子，結果真選組被搞成像《北斗神拳》的飛車爆走團。

### 將軍暗殺篇
萬事屋等人受全藏的委託，扮演現任將軍德川茂茂的影武者，途中遇到伊賀上忍藤林鎧門的襲擊，之後被突然出現的真正將軍茂茂搭救。後眾人在伊賀忍者村莊裡被一橋喜喜攏絡的高杉與神威等人追殺，銀時與高杉展開激戰。這時朧突然殺到，將高杉刺穿，並跟銀時對戰。最後因為真選組的外援趕過來，才結束了這場戰鬥。銀時被神樂救走，並成功與大伙會合。雖然銀時等人成功保護了德川茂茂，但他也被奪去將軍之位。

### 再見了真選組篇
茂茂雖然得救了，但在他與其他家臣見面時，被他其中一個好友用毒針殺害而去世。將軍被暗殺之後，新任將軍喜喜將一切責任追究於真選組，抓住了真選組局長近藤勳，並重用見迴組佐佐木異三郎等人。近藤被捕前邀請銀時喝酒，並委托他在他被抓後照顧好土方、沖田等真選組餘黨。而他就在喝完酒之後便被信女押走。
在銀時幫助下，土方下定決心帶領真選組員們前往黑繩島。銀時與其一同登島後與見迴組開戰，但這實際上都是佐佐木的計謀，成功引出了奈落的領袖「虛」。如此一來真選組、見迴組、桂一派和萬事屋全都與虛站在對立面之上。銀時與虛大打出手，卻駭然發現其外貌聲線武功招式俱與恩師松陽一樣，頓時不知所措。大戰之下見迴組和真選組都成為了叛黨，銀時等人亦在桂一派的掩護下離開江戶。

### 烙陽決戰篇
銀時等人在黑繩島之戰後，在秋葉原稍作休息；此時信女來到並解釋虛的真身。神樂為了尋找神威留下字條作別，而銀時亦欲與辰馬、桂等找尋高杉，便都來到了神樂的故鄉「烙陽星」。在途中，他們被喜喜率領的艦隊包圍，但三人立刻搭乘塗層光學迷彩的突襲艇反攻喜喜，並抓住了他。
抵達烙陽星之後，眾人遭到被虛控制的春雨海賊團的襲擊，兵分三路撤退，而銀時等人遇到春雨第二師團團長馬董的阻攔。銀時經過短暫的武力交鋒後利用馬董覺眼能看穿心理的特性將馬董擊敗。高杉在神晃、神威、亞伏兔的幫助之下總算甦醒，並立即加入戰鬥。當年的攘夷四人組終於重聚，一輪撕殺之後，高杉、桂等人著讓銀時先脫離戰場，帶回他的夥伴（神樂）。
另一邊廂，星海坊主被虛打敗之後，神威想要殺他但被神樂阻止。為了減少傷亡銀時再次把責任攬上身，並在神樂的助攻下擊倒神威。不過，這卻使其夜兔之血被激活。銀時與神樂、亞伏兔、新八輪著上陣試圖要阻止神威的崩潰，結果還是被狂暴化的神威擊倒。然而，在神樂的努力之下，神威總算回復正常。
在治療傷口時，由武市變平太的口中得知朧的死、虛的生平，以及他準備要消滅地球的計畫，並再一次以拯救老師松陽為己任，火速趕回地球阻止虛。

### 銀之魂篇
虛向全宇宙宣戰後，天人們組成的解放軍迅速入侵了地球，在歌舞伎町眾人期待下，銀時、新八、神樂及時趕了回來，並接下了眾人予萬事屋的委托 - 拯救地球。雖然雙方兵力懸殊，但因著銀時等人的努力以及眾友人一一到前相助，加上在太空船裡由喜喜主導的和談，奇蹟似的成功將大批解放軍擊退。
隨著圓翔皇子的發難，天人解放軍再次出擊，虛亦乘機殺入江戶與眾人一決生死。最後在定春犧牲形體以封印龍脈的幫助下，銀時協同眾人擊敗了虛。取得地球保衛戰的勝利後，銀時因想找到在戰爭中並未死去的虛，但自覺不想拖累新八、神樂的情況下而解散了萬事屋，獨自走訪世界各地的龍脈支點。
走訪中的一次機緣下銀時找到了重生後的虛，瞬息間成長為小孩後的虛亦找回當年的吉田松陽人格，因不想再次禍害世界，便將心臟交給了銀時。後在松下私塾的遺址中遇見了高杉晉助，兩人隨即出劍交戰，銀時被高杉小傷了肩膀，而高杉的臉也被銀時砍傷（但因虛血之故便即時療癒），後在土方等人的出現下，高杉趁機逃離，而銀時則被土方帶回所內詢問。
然而在重奪記憶後的山崎暴走下，銀時趁亂逃離，繼續回去找高杉，而因帶有虛的心臟所以被天導眾盯上，後與高杉協力擊敗來襲的奈落等敵人，雙方才發現二人目均為拯救恩師吉田松陽。高杉透露天導眾的下個攻擊地點是江戶，銀時原本想偷偷看看大家，卻陰差陽錯之下被大家都看見。銀時與高杉再次會合後重逢了桂，三人才知道大家目標一致。三人殺入能量塔後被大量奈落和虛攻擊，但在真選組、柳生一族、御庭番眾、吉原百華的支援之下成功殺入；而銀時亦重新與新八、神樂和定春相聚。
最後，他見及高杉為抵抗虛的意識和保護恩師松陽、而持刀自傷的情景後，銀時接替高杉擊敗了虛，同時見證高杉的辭世，偕同眾人成功整救了地球免於毀滅的危險。結局中，銀時再度回歸萬事屋，因為之前離開再回來，正副社長之位被新八及神樂取代，便以萬事屋成員的身分持續活躍下去。

## 武器

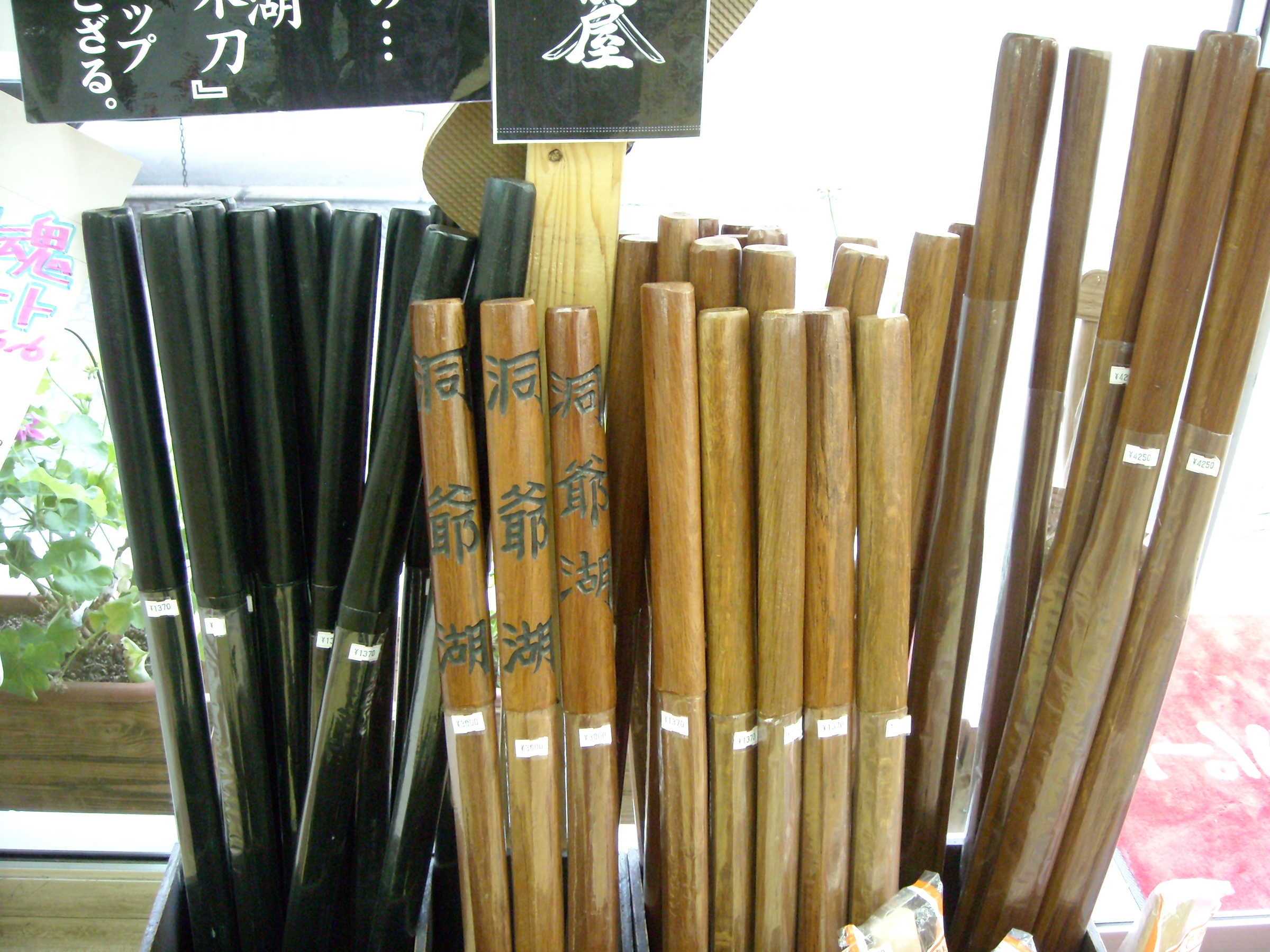
在越後屋百貨商店出售的木刀

- 洞爺湖木刀（妖刀‧星碎）

銀時具卓越的劍術，但不好無謂殺生，因此平時使用一把刻有「洞爺湖」的木刀。雖是向電視購物頻道訂購，卻十分堅硬，實力不輸真刀(在第二次與斬人似藏對決時這把木刀可以硬扛紅櫻的攻擊，其堅硬程度可能比很多真刀都來的強韌)。動畫第29話（漫畫第三十五訓）中，神樂用它砍斷一座木橋，打敗天人岩慶丸。天人岩慶丸稱此刀為妖刀‧星碎。
在神樂看《BLEACH》看到一半睡著之後，夢見這把木劍（聖劍洞爺湖）的仙人，亟欲將必殺技傳授給銀時、神樂與新八。
但是其實這把刀就只是普通的電視購物買來的罷了。
銀時常用來壓杯麵。有咖哩味。
- 真刀

銀時在過去未拿木刀之前曾拿過真正的刀（幼時和攘夷時期）。幼時所拿的刀是從戰死的小兵屍體上拿奪的，依照漫畫研判，似乎是一把打刀，為了要避免遭到欺負，只能用刀來自我防衛並奪取食物讓自己能存活下去。與松陽相遇時，松陽贈與銀時自己的刀，銀時在松下村塾期間經常帶著這把刀。天人正式掌權之後，為了自我防衛，才使用木刀。銀時也曾經在跟紅櫻以及斬人似藏決戰的時候拿過一把真刀，刀出於刀匠鐵子之手，刀的護手部分是一條蟠龍（銀時覺得像是大便），在與似藏的最後一擊斷裂。銀時在與鳳仙對決的時候同時使用洞爺湖木刀以及另外一把武士刀。

## 其他資料
由JUMP主辦的四次人氣投票結果都是第一名，同時在レコチョク主辦的「日本最想嫁的動漫角色」調查中，男性部門四連霸（2010-2013）。

## 備註
1. ↑  新八・妙・長谷川・猿飛・月詠・日輪・晴太・三葉
2. ↑   註: